# E391
La ruta europea E391 és una carretera que forma part de la Xarxa de carreteres europees. Comença a Trosna (Rússia) i finalitza a Hloukhiv (Ucraïna). Té una longitud de 160 km. Té una orientació de nord a sud.